# Gotha Projekt P 60A
O Gotha Projekt P 60A foi um projecto aeronáutico da Gothaer, pertence à série P 60, para a concepção de um avião que fosse capaz de desempenhar missões de combate aéreo e de intercepção. Esta foi uma tentativa desta empresa para ganhar um lugar de produção em competição directa com o Horten Ho 229.